# Paratrechalea wygodzinskyi
Paratrechalea wygodzinskyi är en spindelart som först beskrevs av Soares och Camargo 1948.  Paratrechalea wygodzinskyi ingår i släktet Paratrechalea och familjen Trechaleidae. Inga underarter finns listade i Catalogue of Life.